# Посёлок института физики атмосферы (ИФА РАН)
Института физики атмосферы (ИФА РАН) — посёлок сельского типа в Одинцовском районе Московской области России. Входит в состав сельского поселения Никольское. Население — 391 чел. (2010). До 2006 года посёлок входил в состав Шараповского сельского округа, основан одновременно со строительством обсерватории в 1958 году.
Посёлок расположен на юго-западе района, в 7 км к юго-западу от Звенигорода, в 1 километре к югу от села Луцино, высота центра над уровнем моря 180 м.

## Население
| 2002 | 2006 | 2010 |
| ---- | ---- | ---- |
| 398  | →398 | ↘391 |